# Gringley on the Hill
Gringley on the Hill – wieś w Anglii, w hrabstwie Nottinghamshire, w dystrykcie Bassetlaw. Leży 54 km na północ od miasta Nottingham i 218 km na północ od Londynu.